# URECCO
『URECCO』（ウレッコ）は、ミリオン出版の発行するグラビア雑誌。

## 概要
1986年7月にミリオン出版発行のアイドルグラビア雑誌として創刊。最大発行部数は20万部。のちにヌードグラビアも掲載された。書名ロゴは変遷がありながらもすべて大文字であったが、国会図書館では「Urecco」表記で管理されている。
派生誌としてギャルメイクを施した女性を被写体とした「Urecco gal」を2002年に創刊（月刊、2008年休刊）。一人の人物に焦点を当てたヌードグラビアムック・Urecco extraシリーズ「Hard core」（仲谷かおり、鮎川あみの2冊発行）などがある。
スタイリッシュな方向性からハメ撮り誌に方向性を変えるも2007年7月（Vol.272）をもって休刊。最終4号は関連会社である大洋書房発行。

## 復刊
2018年1月26日、 9月15日にミリオン出版からミリオンムックとして復刊。同年12月にはDVDおよびBlu-rayイメージビデオとして『URECCOVol.1清水あいり』が関連会社マイロールから発売され、ビデオレーベルとしてブランドが再利用されている。